# Live at the Montreux Jazz Festival 1988
Live at Montreux Jazz Festival je album v živo Carlosa Santane in Wayna Shorterja, ki je izšel 27. marca 2007. Album vsebuje posnetke s koncerta, ki se je odvil 14. julija 1988 na Montreux Jazz Festivalu v Montreuxu.

## Seznam skladb
| Disk 1          | Disk 1                                                       | Disk 1                         | Disk 1  |
| Št.             | Naslov                                                       | Pisec                          | Dolžina |
| --------------- | ------------------------------------------------------------ | ------------------------------ | ------- |
| 1.              | „Spiritual‟                                                  | John Coltrane                  | 1:55    |
| 2.              | „Peraza‟                                                     | Armando Peraza, David Sancious | 9:06    |
| 3.              | „Shhh...‟                                                    | Patrice Rushen                 | 8:20    |
| 4.              | „Incident at Neshabur‟                                       | Carlos Santana                 | 9:21    |
| 5.              | „Elegant People‟                                             | Wayne Shorter                  | 8:28    |
| 6.              | „Percussion solo‟ (feat. José Chepitó Areas, Armando Peraza) |                                | 4:42    |
| 7.              | „Goodness and Mercy‟                                         | Santana, Chester Thompson      | 4:42    |
| 8.              | „Sanctuary‟                                                  | Shorter                        | 9:55    |
| Skupna dolžina: | Skupna dolžina:                                              | Skupna dolžina:                | 56:29   |

| Disk 2          | Disk 2                                                        | Disk 2                                | Disk 2  |
| Št.             | Naslov                                                        | Pisec                                 | Dolžina |
| --------------- | ------------------------------------------------------------- | ------------------------------------- | ------- |
| 1.              | „For Those Who Chant‟                                         | Luis Gasca                            | 8:43    |
| 2.              | „Blues for Salvador‟                                          | Santana                               | 5:22    |
| 3.              | „Fireball 2000‟                                               | Patrice Rushen                        | 6:26    |
| 4.              | „Drum Solo‟ (feat. Leon "Ndugu" Chancler)                     |                                       | 5:10    |
| 5.              | „Ballroom in the Sky‟                                         | Wayne Shorter                         | 8:28    |
| 6.              | „Once It's Gotcha‟                                            | Tom Coster, Alphonso Johnson, Santana | 7:20    |
| 7.              | „Mandela‟                                                     | Peraza                                | 8:23    |
| 8.              | „Deeper, Dig Deeper‟                                          | Sterling Crew, Buddy Miles, Santana   | 8:44    |
| 9.              | „Europa‟                                                      | Coster, Santana                       | 6:13    |
| 10.             | „Interviews with Carlos Santana, Wayne Shorter & Claude Nobs‟ |                                       | 4:13    |
| Skupna dolžina: | Skupna dolžina:                                               | Skupna dolžina:                       | 69:02   |

## Zasedba
- Carlos Santana – kitara
- Wayne Shorter – saksofon
- Alphonso Johnson – bas
- Chester D. Thompson – klaviature
- Patrice Rushen – klaviature
- Leon "Ndugu" Chancler – bobni
- Armando Peraza – konge
- José Chepito Areas – timbales